# Voskresenskij rajon (Oblast' di Saratov)
Il Voskresenskij rajon (in russo Воскресенский район?) è un rajon dell'Oblast' di Saratov, nella Russia europea; il capoluogo è Voskresenskoe. Istituito nel 1928, una superficie di 1.400 chilometri quadrati.